# Uku Masing

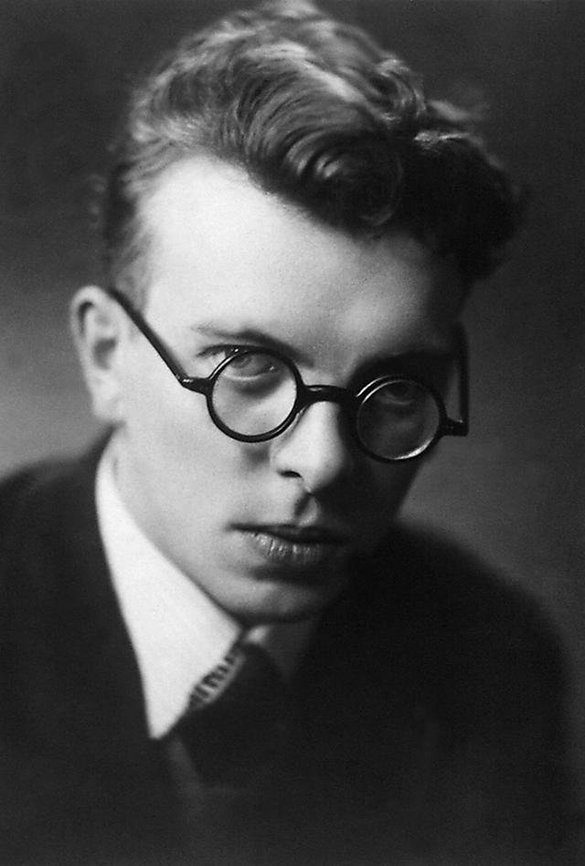
Uku Masing, ca. 1929

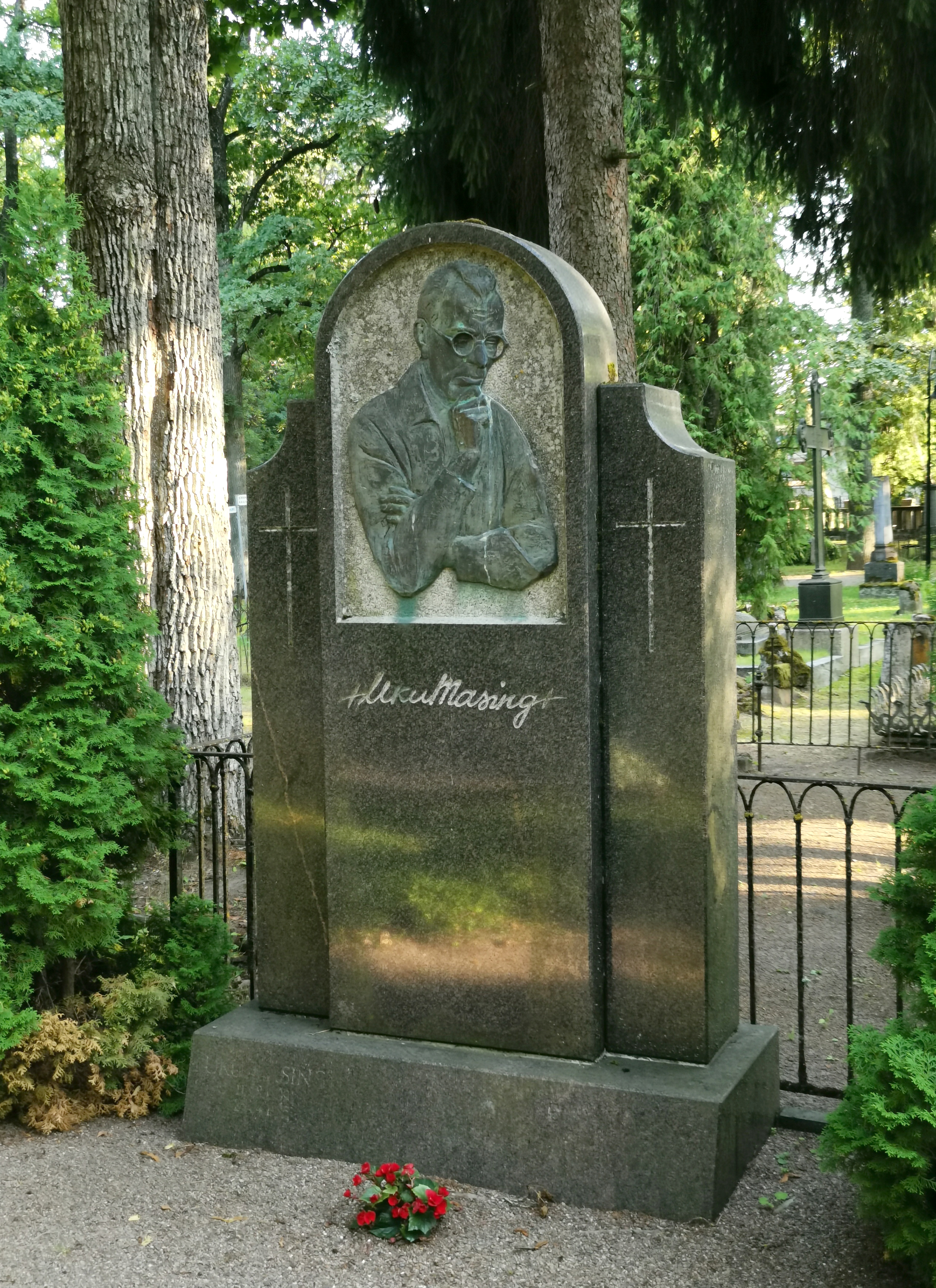
Grab auf dem Friedhof Tartu (Raadi kalmistu)

Uku Masing (Geburtsname Hugo Albert Masing; * 29. Julijul. / 11. August 1909greg. im Dorf Lipa, Gemeinde Raikküla, Kreis Rapla/Estland; † 25. April 1985 in Tartu) war ein estnischer Lyriker, Theologe, Orientalist und Ethnologe.

## Ausbildung
Uku Masing wurde in einer Herrnhuter Familie geboren. Von 1921 bis 1926 besuchte er die Schule in Tartu und studierte anschließend an der Theologischen Fakultät der Universität Tartu. Neben Latein, Altgriechisch und Hebräisch studierte er semitische Sprachen, Assyriologie, Psychologie und antike Literatur. 1930 schloss er sein Studium mit der Magisterarbeit zum Thema „Das Verhältnis der Elihureden zu den übrigen Reden des Buches Hiob“ ab.
1930 bis 1933 war Masing Stipendiat an den Universitäten in Tübingen und Berlin, wo er seine Studien zum Alten Testament sowie in Arabistik, Äthiopistik, Judaistik vertiefte. Daneben lernte er indianische und polynesische Sprachen.

## Wissenschaftler
Im Herbst 1933 nahm er einen Lehrauftrag der Universität Tartu für semitische Sprachen und Altes Testament an. Zu seinen herausragenden Werken der 1930er Jahre gehören die theologische Abhandlung  The Word of Yahweh (1937) sowie seine zweibändige Doktorarbeit über den Propheten Obadja. Masing gilt als der Begründer der analytischen Philosophie in Estland. Einer seiner Schüler war der Orientalist Arthur Võõbus.
Von 1946 bis 1964 war Masing wissenschaftlicher Sekretär des Konsistoriums der Estnischen Evangelisch-Lutherischen Kirche und Dozent am Religionswissenschaftlichen Institut, er lehrte Buddhismus und jüdische Mystik. In den 1970er und 1980er Jahren arbeitete er an der Herausgabe internationaler folkloristischer Arbeiten, unter anderem zu finno-ugrischen, samojedischen und kaukasischen Völkern. Er war einer der Mitautoren der  zwölfbändigen Enzyklopädie des Märchens.

## Dichter
Neben seiner wissenschaftlichen Tätigkeit ist Uku Masing als Lyriker bekannt, der prägenden Einfluss auf die estnische Dichtkunst der 1930er bis 1960er Jahre ausübte. 1935 erschien sein erster Gedichtband Neemed vihmade lahte, der große Beachtung fand. Er gehörte zusammen mit Betti Alver, Bernard Kangro, Kersti Merilaas, Mart Raud, August Sang, Heiti Talvik und Paul Viiding zur Gruppe Arbujad (deutsch etwa: Schamanen), die sich einem tieferen geistigen Erleben und starker emotionaler Spannung verpflichtet sahen. Masings Werk ist geprägt vom religiösen Empfinden.
Nach der sowjetischen Besetzung Estlands wurden die meisten lyrischen Arbeiten Masings im westlichen Ausland herausgegeben. Daneben schrieb Masing Ende der 1930er Jahre den Roman Rapanui vabastamine ehk Kajakad jumalate kalmistul, der erst 1989 postum erschien.

## Gerechter unter den Völkern
Für die Rettung seines jüdischen Kollegen Isidor Levin vor der Ermordung durch die deutsche Besatzungsmacht in Estland (1941–1944) wurden Uku Masing und seiner Frau Eha der Titel Gerechte unter den Völkern verliehen.

## Zitat
Kleine Völker haben schon deswegen einen weiteren Horizont, weil sie an der Existenz der anderen nicht vorbeikönnen.

## Auswahl von wissenschaftlichen Arbeiten
- 1936 The Word of Yahweh. — Acta et commentationes Universitatis Tartuensis (Dorpatensis). B, Humaniora. XXXIX, Tartu, 1936, pp. 1–60.
- 1938 „Der Prophet Obadja. Bd. I: Einleitung in das Buch des Propheten Obadja. Teil I“. — Acta et commentationes Universitatis Tartuensis (Dorpatensis). B, Humaniora, XLI, Tartu, 1938, pp. 1–176.
- 1938 „Die Proklamation des Tab’alsohnes (Zu Zach. 9)“. — In piam memcriam A. von Bulmerincq, Riga, 1938, pp. 117–126.
- 1944 „Die Entstehung des Märchens vom gestohlenen Donnerinstrument (Aarne-Thompson 1148B)“. — Zeitschrift für deutsches Altertum und deutsche Literatur 81, 1944, pp. 23–31.
- 1960 „Das Evangelium des Alten Testaments“. — Communio viatorium 2, 1960, pp. 123–132.
- 1961 „Confessio amantis“. — Communio Viatorum, 1961, pp. 139–160.
- 1963 „Panta dynata“. — Communio Viatorum 4, pp. 242–262.
- 1969 „C. Scott Littleton, The New Comparative Mythology: an anthropological assessment of the theories of Georges Dumézil“. — Semiotica 1, 1969, pp. 339–355.
- 1973 „De hermeneutica“. — Communio Viatorum 1–2, 1973, pp. 1–29
- 1974 „Akkadisches miksu in Osteuropa“. — Wirtschaft und Gesellschaft im Alten Vorderasien, J. Harmatta and G. Komoróczy (toim.); Acta Antiqua Academiae Scientarum Hungaricae 22, 1974 / 1976, pp. 521–526.
- 1976 „Some remarks on the mythology of the people of Catal Hüyük“. — Acta et commentationes Universitatis Tartuensis 392: Oriental Studies 3 / Tartu Riikliku Ülikooli Toimetised 392, Töid orientalistika alalt 3, Tartu 1976, pp. 75–92.
- 1979 „Elpida echomen“. — Communio Viatorum 1, 1979, pp. 1–28
- 1981 „Die “Hand” im Alten. Testament und die estnische Übersetzung“. — La main et les doigts dans l’expression linguistique, Lacito-Documents Eurasie 6, Paris, SELAF, 1981, pp. 213–222.
- 1981 „Der Gegnersucher (AT 650 B). Varianten aus Kaukasien und Sibirien“. — Acta et commentationes Universitatis Tartuensis 558 / Oriental Studies VI, Tartu, 1981, lk. 17–35.
- 1982 Isidor Levin, Uku Masing, „Armenische Märchen“. — Eugen Diedrichs Verlag, Düsseldorf, 1982, 283 pp.
- 1982 „Ocellot, Mal Ocellot“. — Folklorica: Festschrift for Felix J. Oinas. Indiana University, Uralic and Altaic Series 141. Bloomington, Indiana: Research Institute for Inner Asian Studies, 1982, pp. 173–184.
- 1984 „Esten“. — Enzyklopädie des Märchens. Handwörterbuch zur historischen und vergleichenden Erzählforschung 4. Berlin -New York: Walter de Gruyter, 1984, pp. 479–491.

## Lyrisches Werk
- 1935 Neemed vihmade lahte
- 1959–1963 Saadik Magellani pilvest
- 1956 Džunglilaulud
- 1974 Udu Toonela jõelt
- 1985 Kirsipuu varjus
- 1988 Ehatuule maa
- 2002 Hannolaul
- 2002 Unenägija tessaraktis
- 2004 Lohe vari
- 2004 Piiridele pyydes
- 2004 Hurtsik lammutaks enda
- 2004 Surija Sandiristilt
- 2004 Rubaiid
- 2004 Tarbetud õpetussalmid

## Deutsche Übersetzungen
Die umfangreiche Gedichtauswahl von Masing ist erschienen in:
- Acht estnische Dichter. Ausgewählt und übertragen von Ants Oras. Stockholm: Vaba Eesti 1964, S. 173–185.

Weitere Proben finden sich in der Übersetzung von Peeter Puides Roman „Zur Vermeidung von Bildverlusten muß noch folgendes beachtet werden“. Aus dem Schwedischen von Alken Bruns. Reinbek: Rowohlt 1988, S. 104–105; 108–109; 198–200; 221–222.

## Über Uku Masing
- Vincent B. Leitch, „Religious Vision in Modern Poetry: Uku Masing Compared with Hopkins and Eliot“. In:  Journal of Baltic Studies 5, 1974,  pp. 281–294. doi:10.1080/01629777400000301
- Ivar Ivask, „Uku Masing: A poet between east and west“. In: Journal of Baltic Studies 8, 1977, pp. 16–21. doi:10.1080/01629777700000021
- Ilmar Vene, „Trotsija. Katse mõista Uku Masingut“. Tartu: Ilmamaa 2001. 190 S.
- Arne Hiob, „Uku Masingu religioonifilosoofia põhijooned“. Tartu: Tartu Ülikooli Kirjastus 2000 (Deutsches Referat: „Grundlinien der Religionsphilosophie Uku Masings“, S. 165–168 (Dissertationes Theologiae Universitatis Tartuensis 4)
- „Uku Masing ja Piibel. Koost“. Kalle Kaasemaa. Tartu: Ilmamaa 2005. 540 S.
- Aira Võsa, „Spiegelt Sprache die Seele? Einige Aspekte in der religiösen Identität der Estinnen und Esten in den Augen von Uku Masing“. In: Journal of the European Society of Women in Theological Research 14, 2006, pp. 109–120.
- „Inimesepoeg valgel laeval. Uku Masing 100“. Koostaja Arne Merilai. Tartu: Eesti Kirjandusmuuseum, Tartu Ülikool 2010. 525 S.
- „Uku Masing 100. Bibliograafia 1923-2009“. Tartu: Ilmamaa 2010. 380 S.
- Peeter Espak, „Sumerian inim, Hebrew דבר יהוה and Polynesian mana in the Early Theories of Uku Masing“. In: Forschungen zur Anthropologie und Religionsgeschichte 43, 2012, pp. 71–85.
- Urmas Nõmmik, „Uku Masing und das Alte Testament“. In: Forschungen zur Anthropologie und Religionsgeschichte 43, 2012, pp. 187–198.